# Sun Microsystems
Sun Microsystems — американская компания, производитель программного и аппаратного обеспечения, основанная в 1982 году. В период с апреля 2009 года по январь 2010 года была поглощена корпорацией Oracle. Штаб-квартира компании располагалась в Санта-Кларе (в Кремниевой долине).
SUN — акроним от Stanford University Networks, при этом использовалось словесное написание англ. Sun (Солнце) с прописными буквами. Логотип Sun представляет собой амбиграмму. На нём можно прочитать слово «Sun» в четырёх различных направлениях. Логотип создан профессором Стэнфордского университета Вэном Праттом. Слоган компании — «The Network is the Computer» («Сеть — это компьютер»).
Являлась одним из крупнейших производителей серверов и рабочих станций на базе RISC-процессоров SPARC собственной разработки, серверов стандартной х86-архитектуры на базе микропроцессоров Opteron (AMD) и микропроцессоров Xeon (Intel); известна как разработчик таких технологий как NFS и Java, а также поддерживала программное обеспечение с открытым исходным кодом, в частности OpenSolaris, OpenOffice.org и MySQL. Также в продуктовом портфеле компании были системы хранения и программное обеспечение (операционная система Solaris и средства разработки). Производственные мощности компании располагались в Хилсборо (штат Орегон) и в Линлитгоу (Шотландия).

## История
Самый первый прототип того, что потом стало первой рабочей станцией компании Sun, был разработан Энди Бехтольшеймом (Andy Bechtolsheim), когда он был аспирантом Стэнфордского университета в Пало Альто. Он собрал «Unix-систему с микропроцессором 68000» из запчастей для проекта «Вычислительная сеть Стэнфордского университета».
В феврале 1982 года Энди Бехтольшейм и Винод Хосла основали компанию Sun Microsystems.
Первые рабочие станции компании работали под управлением Version 7 Unix, портированной компанией UniSoft для работы на микропроцессорах 68000.

### Бум доткомов и его последствия
Во время бума доткомов конца 1990-х Sun испытала существенный рост выручки, прибылей, цены акций и расходов. Часть этого роста была вызвана истинным ростом спроса на веб-сервисы, вызванным расширением сферы их применения. Однако часть роста спроса была синтетической, спровоцированной притоком венчурного капитала в проекты, которые использовали оборудование Sun для создания высокопроизводительных систем в расчёте на гигантский приток трафика, который так и не начался. В ответ на это Sun стала активно расширяться — нанимать новых сотрудников, расширять инфраструктуру и наращивать офисное пространство.
«Пузырь» лопнул в 2001 году, и для компании Sun наступило время спада. Продажи упали, поскольку онлайн-бизнес не оправдал ожиданий роста. Предприятия закрывались и их активы продавались с аукционов. Огромное количество высокопроизводительных серверов Sun верхней ценовой категории можно было приобрести за бесценок. Как и Apple, Sun возлагала на продажи аппаратного обеспечения слишком большие надежды.
Несколько кварталов неудач и неуклонное падение выручки привели к многочисленным увольнениям, сменам руководства и попыткам уменьшить издержки. В 2002 году цена акций Sun упала до значения 1998 года, предшествовавшего буму доткомов.
В середине 2004 года компания прекратила производство на заводе в Ньюарке (Калифорния) и сконцентрировала всё производство в Хилсборо (Орегон) в качестве дополнительных мер по сокращению издержек.
Множество компаний (таких как, например, Google) избрало стратегию проектирования своих веб-приложений на основе большого количества узлов архитектуры x86-совместимых серверов, работающих под управлением GNU/Linux вместо того, чтобы использовать дорогостоящие серверы Sun Microsystems. Среди преимуществ звучали и низкая стоимость (приобретения и владения), и гораздо большая гибкость, обусловленная использованием программного обеспечения с открытым исходным кодом.

### 2004—2009
В 2004 году Sun прекратила разработку двух микропроцессоров, чьей главной особенностью должен был стать параллелизм на уровне инструкций и сконцентрировала усилия для разработки микропроцессора, оптимизированного для многопоточности и параллельной обработки, такого как UltraSPARC T1 (также известного как Niagara). Следующим процессором Sun с технологией CMT (Chip MultiThreading) стал UltraSPARC T2+ (8 ядер, 8 потоков на ядро). Также Sun объявила о сотрудничестве с Fujitsu в области микропроцессоров для серверов Sun средней и высшей ценовой категории. Эти серверы анонсированы 17 апреля 2007 года, называются M-Series и входят в серию SPARC Enterprise. Последняя модель этой продуктовой линейки под торговой маркой Sun — система Sun SPARC Enterprise M3000.
В последние годы существования разработка в компании носила международный характер — открыты центры разработки в Бангалоре, Пекине, Гамбурге, Праге, Санкт-Петербурге и Гренобле.
В 2009 году компания уволила 1300 человек из планируемого шеститысячного сокращения своих сотрудников. Также в начале 2009 года появилась информация о продаже Sun Microsystems прямым конкурентам — сначала компании Hewlett-Packard, затем появилась информация о продаже компании IBM за 8 миллиардов долларов
20 апреля 2009 года было анонсировано соглашение о покупке Sun компанией Oracle, по цене 9,5 долларов за акцию, общая сумма сделки составила 7,4 млрд долларов. Сделка была завершена 27 января 2010 года.

### Финансовые показатели
Выручка компании за 2009 финансовый год (завершился 30 июня 2009 года) — 11,45 млрд $ (сократилась на 17,5 %). Чистый убыток — 2,23 млрд $ (чистая прибыль в 2008 — 403 млн $).
В 2007 году оборот компании составил 13,9 млрд $, операционная прибыль — 309 млн $, чистая прибыль — 473 млн $.

## Продукты
В первое десятилетие своей истории компания Sun была, в основном, поставщиком рабочих станций, успешно конкурируя на этом рынке с другими производителями в 1980-х годах. В последние годы компания выделялась комплексным подходом к вычислительным системам, включающим в комплексе серверы Sun Fire, операционные системы Solaris, системы хранения данных StorageTek, сервисы Sun Spectrum (4Ss — Servers, Software, Storage, Services).

### Аппаратное обеспечение

#### На процессорах Motorola 68k
Для компьютеров Sun-1, Sun-2 и Sun-3 использовались микропроцессоры семейства Motorola 68k.
- Sun-1 — 68000
- Sun-2 — 68010
- Sun-3 — 68020
- Sun-3x — 68030

#### На процессорах SPARC

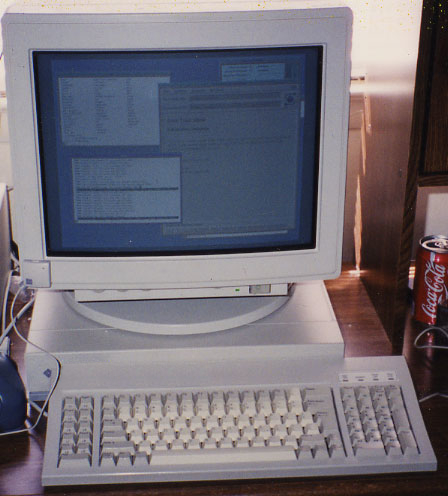
Рабочая станция SPARCstation 1+

Начиная с линейки Sun-4 и SPARCstation в 1987 году, компания стала использовать микропроцессор SPARC собственной разработки (32-разрядная архитектура SPARC V7). В 1995 году Sun выпускает первый процессор UltraSPARC новой, 64-разрядной архитектуры SPARC V9.
Разрабатывались процессоры как для производительных SMP-систем (UltraSPARC II, UltraSPARC III), так и для простых однопроцессорных систем, в том числе встраиваемых (microSPARC I, microSPARC II, UltraSPARC IIe, UltraSPARC IIi, and UltraSPARC IIIi).
Производством чипов для процессоров SPARC по заказу Sun Microsystems занималась компания Texas Instruments.
В середине 1990-х годов компания концентрируется, в первую очередь, на поставке высокомасштабируемых серверов, использующих принцип симметричной мультипроцессорности. Выпускались 8-процессорный SPARCserver 1000 и 20-процессорный SPARCcenter 2000.
В сентябре 2004 года компания выпускает на рынок системы на основе UltraSPARC IV — первого многоядерного SPARC-процессора. Через год за ним последовали системы на UltraSPARC IV+, а также его варианты с увеличенными тактовыми частотами (в 2007 году). На основе данных процессоров построены самые масштабируемые и высокопроизводительные CC-NUMA серверы, разработанные Sun Microsystems, такие как Sun Fire E25k.
В ноябре 2005 года компания выпустила UltraSPARC T1 — процессор, способный на восьми ядрах выполнять одновременно до 32 вычислительных потоков (микроархитектура CoolThreads). В 2007 году за ним последовал UltraSPARC T2, в котором количество потоков на ядро увеличилось с 4 до 8 (до 64 потоков). В рамках проекта OpenSPARC Sun сделала свободно доступными по лицензии GNU GPL исходные спецификации и всю конструкторскую документацию для процессоров Т1 и Т2.
В 2006 году фирма освоила производство блейд-серверов под брендом Sun Blade (марка также ранее использовалась для линейки рабочих станций компании).
В апреле 2007 года Sun выпустила линейку серверов SPARC Enterprise, разработанную совместно с корпорацией Fujitsu и основанную на процессорах SPARC64 VI и более поздних (серверы М-серии). Позже был проведён ребрендинг на SPARC Enterprise серверов Sun Т-серии, ранее продававшихся под маркой Sun Fire.
Микропроцессор UltraSPARC T2+, выпущенный в 2008 году, примечателен прежде всего тем, что стал первым процессором на основе микроархитектуры CoolThreads, способным работать в многопроцессорных конфигурациях. Это соответствовало тенденциям перемещения акцента на горизонтальное масштабирование вместо вертикального, то есть использование большего количества микропроцессоров с меньшими тактовыми частотами. В условиях центров обработки данных это приводит к пониженному тепловыделению и энергопотреблению. UltraSPARC T2+ сделал возможным для Sun выпуск стандартных серверов для монтирования в стойку с очень высоким количеством (до 256) аппаратных вычислительных потоков (Sun SPARC Enterprise T5440), что являлось своего рода рекордом в отрасли.
Дальнейшее (c 2010 года) развитие систем Sun на базе архитектуры SPARC (новые серверы Oracle SPARC серии T, процессоры SPARC T3 и T4) происходит уже в составе подразделения HW division корпорации Oracle.

#### На процессорах x86-64
С 2004 году, заключив глобальное соглашение с компанией AMD, Sun освоила выпуск серверных систем х86-архитектуры на базе AMD Opteron с 64-битными в исполнении для монтажа в стойку под управлением операционной системы Solaris 9. Проект получил название Sun x64. За период 2004—2010 годов (до поглощения компании корпорацией Oracle) помимо серверов стандартных конфигураций, были выпущены уникальные на тот момент времени х86-машины: гибридный сервер Sun Fire x4500 — система хранения данных на 48 ТБ на SATA-дисках и управляющий двухпроцессорный узел в роли контроллера в одном шасси; Sun Fire x4600 — восьмипроцессорный сервер, оптимизированный под базы данных и виртуализацию.
Весной 2007 года корпорация Sun сообщила, что планирует выпускать x86-серверы также с процессорами Intel. С сентября 2007 года выпускались системы Sun Fire x4150 (2 процессорных гнезда) и Sun Fire x4450 (4 процессорных гнезда) на четырёхъядерных процессорах Xeon. В октябре 2007 года Sun Microsystems и Microsoft сообщили о подписании соглашения о сотрудничестве и, спустя месяц, все системы х86-архитектуры от Sun стали поддерживать операционные системы семейства Windows.

#### Системы хранения данных Sun StorageTek
2 июня 2005 года Sun объявила, что приобретает компанию Storage Technology Corporation (StorageTek) за 4,1 млрд $, сделка была завершена в августе того же года.

### Программное обеспечение

#### Операционные системы
Все операционные системы компании Sun основывались на UNIX.
Первая версия собственной ОС SunOS основывалась на BSD UNIX. Одновременно, Sun совместно с AT&T разрабатывала новую кодовую базу UNIX System V, получившую название Release 4 (SVR4). В сентябре 1991 года, после выпуска SunOS 4, компания объявила, что переводит свою ОС на новую кодовую базу UNIX System V Release 4, и релиз новой ОС получит имя Solaris 2. Версии SunOS 4.1.x стали ретроспективно именоваться Solaris 1.x
После выхода Solaris 2.6 в 1997 году Sun отбросила из названия продукта индекс «2.», и следующая версия уже называлась Solaris 7. Эта версия являлась первым 64-битным релизом, рассчитанным на новые процессоры UltraSPARC с архитектурой SPARC V9. В течение следующих четырёх лет вышли Solaris 8 (2000) и Solaris 9 (2002).
В 2005 году выходит Solaris версии 10, основанная на значительно обновлённой и переработанной кодовой базе, и включающая большое количество нововведений. Выпуск релизов Solaris 10 продолжался следующие 8 лет, причём последним update-релизом, выпущенным Sun Microsystems, является Update 8 (10/09). Последующие релизы выпускались уже корпорацией Oracle под изменённой лицензией; последним update-релизом является Update 11 (01/13).
Oracle продолжила развитие операционной системы, выпустив версию Solaris 11 в ноябре 2011 года.
Sun включила Linux в свои стратегические планы впервые в 2002 году после нескольких лет ожесточённой конкуренции с серверами, работающими под управлением Linux, и утраты доли рынка серверных платформ. Серверы Sun на платформе x64 поддерживали Red Hat Enterprise Linux, SUSE Linux Enterprise Server и Microsoft Windows (с 2007 года); компании Canonical Ltd., Wind River Systems и MontaVista самостоятельно поддерживали свои Linux-дистрибутивы на оборудовании Sun.

#### Платформа Java
Крупным вкладом Sun в развитие современных информационных технологий стало создание платформы Java в целом и таких продуктов, как сервер приложений с открытым исходным кодом GlassFish, в частности.

#### Компиляторы и инструменты разработки
- JDK — бесплатный набор библиотек и простейших инструментов для разработки ПО на Java, в том числе — компилятор javac.
- NetBeans IDE — бесплатная интегрированная среда разработки ПО для всех платформ Java — Java ME, Java SE и Java EE, а также ПО на других языках программирования (C, C++, Fortran, Ruby, JavaScript, PHP и др.). Пропагандируется Sun как базовое средство для разработки ПО на языке Java и других языках.
- Sun Studio это среда разработки для языков программирования C, C++ и Фортран, включающая компиляторы, средства сборки, отладки и профилирования приложений. Sun Studio бесплатна и доступна для Solaris, OpenSolaris и для GNU/Linux. Начиная с версии 11 основана на использовании NetBeans IDE.
- Sun Java Wireless Toolkit — бесплатный набор средств для разработки программ для мобильных телефонов (платформа — Java ME, CLDC/MIDP).

#### Файловая система NFS
NFS — протокол сетевого доступа к файловым системам, основанный на протоколе вызова удалённых процедур.

#### Файловая система ZFS
ZFS — новаторская технология хранения данных для Solaris, представляющая собой гибрид концепций файловой системы и менеджера дисков. Выпущена в июне 2006 года вместе с релизом Solaris 10 Update 2 (6/06). Сейчас ZFS портирована на FreeBSD, до октября 2009 года велась работа по портированию технологии на Mac OS X.

#### Пакет офисных приложений StarOffice
В 1999 году Sun приобрела немецкую компанию Star Division, занимающуюся разработкой программного обеспечения StarOffice — пакета офисного ПО, включающего текстовый, табличный процессоры и графический редактор, программу подготовки презентаций и настольную СУБД. Дальнейшая разработка офисного пакета была разделена на две ветви: после удаления закрытых лицензированных компонентов (модуль проверки орфографии, тезаурус и СУБД) исходные тексты StarOffice были открыты и опубликованы, на их основе возник проект OpenOffice.org. Сам офисный пакет на основе опубликованных исходных текстов, распространяемый бесплатно, был также назван OpenOffice.org.
Sun Microsystems, участвуя в проекте OpenOffice.org, продолжила выпуск пакета StarOffice. Начиная с версии 6 StarOffice и OpenOffice.org имеют общую кодовую базу, однако StarOffice содержал закрытые компоненты, удалённые из OpenOffice.org, и являлся платным программным обеспечением.
После поглощения Sun ключевые разработчики создали форк проекта, создав офисный пакет LibreOffice, включённый как основной во многие популярные дистрибутивы Linux, впоследствии Oracle передала проект в Apache Software Foundation.

#### Fortress
Fortress — экспериментальный язык программирования для высокопроизводительных вычислений, разрабатывался с 2002 года, проект свёрнут в 2012 году.